# 岡山県道48号笠岡美星線
岡山県道48号笠岡美星線（おかやまけんどう48ごう かさおかびせいせん）は、岡山県笠岡市と井原市を結ぶ県道（主要地方道）である。

## 概要
岡山県笠岡市小平井と井原市美星町明治を結ぶ。
国道486号との重複区間を境にして、笠岡側は農地を進む平坦路、美星（井原市）側は幾度もの峠越えを繰り返す山間路と、まったく性格が異なるルート。笠岡側の大半の区間は井笠鉄道の廃線跡を利用して整備されており、急曲線がほとんど見当たらない。
終点（北端）付近のおよそ3kmの区間は軽自動車同士の離合すらままならないほどの隘路で、交通量も極端に少ないが、それ以外はほぼ全線にわたり片側1車線幅が確保されている。

### 路線データ
- 起点： 岡山県笠岡市小平井（追分交差点、岡山県道34号笠岡井原線交点）
- 終点： 岡山県井原市美星町明治（岡山県道35号倉敷成羽線交点）
- 実延長： 29.5km（2009年（平成21年）4月1日 現在）[1]
- 道路管理者： 岡山県（備中県民局井笠地域事務所）

## 歴史
- 1993年（平成5年）5月11日 - 建設省から、県道笠岡美星線が笠岡美星線として主要地方道に指定される[2]。
- 1994年（平成6年）3月： 小田郡矢掛町大字宇内 ‐ 小田郡美星町大字東水砂間（延長3km）が開通し、自動車通行不能区間が解消する[3]。
- 2005年（平成17年）3月1日： 小田郡美星町と後月郡芳井町が、井原市に編入となり、起点および通過地の地名が変更となる（例： 小田郡美星町大字明治 ⇒ 井原市美星町明治）。

## 路線状況

### 通称
- 星の里街道（小田郡矢掛町 ‐ 宇内） ‐ 岡山県営広域営農団地農道備中西部地区 重複区間

### 重複区間
- 岡山県道377号山口押撫線（笠岡市新賀 - 山口）
- 国道486号（小田郡矢掛町小田）
- 岡山県営広域営農団地農道備中西部地区 （小田郡矢掛町小田 ‐ 宇内）
- 岡山県道166号美袋井原線（井原市美星町三山）

### 道路施設
- 観音橋 （笠岡市走出 ‐ 小田郡矢掛町小田）
小田川に架かる橋。延長196m、幅員12m[4]。

### 並行する旧街道
笠岡往来 矢掛道・小田道 ／ 成羽往来
笠岡市笠岡 ‐ 井原市美星町明治
笠岡においては矢掛方向に対し、矢掛往来とも呼び、笠岡の港（現：笠岡港。）と旧山陽道（西国街道）を結ぶ。現在の笠岡市甲弩（こうの）にて、旧山陽道（西国街道）へは矢掛道（矢掛宿に接続。）と小田道（小田宿に接続。）の二手に分岐。さらに矢掛や小田から三山（現：井原市美星町三山。）を経て、吹屋（現：高梁市成羽町 吹屋ふるさと村。）へ至ることから成羽往来とも呼ばれる。別名を魚仲仕の道、魚道（ととみち）とも呼び、笠岡の港より魚を運んでいた道である。
井笠鉄道本線
笠岡市笠岡 ‐ 走出
吉田地内から走出地内にかけて旧井笠鉄道の線路跡を本県道に転用。

## 地理

### 通過する自治体
- 笠岡市
- 小田郡矢掛町
- 井原市

### 交差する道路
| 交差する道路 | 市町村名 | 市町村名 | 交差する場所       | 交差する場所       |
| --- | -------- | -------- | ------------------ | ------------------ |
| 岡山県道34号笠岡井原線                                                                                                | 笠岡市   | 笠岡市   | 小平井（おびらい） | 追分交差点 / 起点  |
| 笠岡市道0113号上田頭上長迫線（通称・旧井笠鉄道本線跡通り） 笠岡市道0203号上田頭上長迫線（通称・旧井笠鉄道本線跡通り） | 笠岡市   | 笠岡市   | 小平井             |                    |
| 岡山県道288号園井里庄線                                                                                               | 笠岡市   | 笠岡市   | 園井               |                    |
| 笠岡市道C326号吉田62号吉川大野路線                                                                                    | 笠岡市   | 笠岡市   | 吉田               |                    |
| 笠岡市道C325号吉田61号山中線（通称・旧井笠鉄道本線跡通り）                                                            | 笠岡市   | 笠岡市   | 吉田               |                    |
| 岡山県道168号新賀小坂東線 岡山県道377号山口押撫線 重複区間起点 広域農営農団地農道備南地区北幹線 / 備南街道            | 笠岡市   | 笠岡市   | 新賀（しんが）     |                    |
| 岡山県道377号山口押撫線 重複区間終点                                                                                  | 笠岡市   | 笠岡市   | 山口               |                    |
| 笠岡市道0109号甲弩中央薬師線（井原方面のみ通称・旧井笠鉄道本線跡通り）                                                | 笠岡市   | 笠岡市   | 走出（はしりで）   |                    |
| 笠岡市道A010号甲弩10号千田楠線                                                                                        | 笠岡市   | 笠岡市   | 甲弩（こうの）     |                    |
| 国道486号 重複区間起点                                                                                                | 小田郡   | 矢掛町   | 小田               | 矢掛町小田西交差点 |
| 国道486号 重複区間終点                                                                                                | 小田郡   | 矢掛町   | 小田               |                    |
| 岡山県道407号野上矢掛線                                                                                               | 小田郡   | 矢掛町   | 小田               |                    |
| 広域農営農団地農道備中西部地区 / 星の里街道 重複区間起点                                                              | 小田郡   | 矢掛町   | 小田               |                    |
| 広域農営農団地農道備中西部地区 / 星の里街道 重複区間終点                                                              | 小田郡   | 矢掛町   | 宇内（うない）     |                    |
| 岡山県道408号東水砂矢掛線                                                                                             | 井原市   | 井原市   | 美星町東水砂       |                    |
| 岡山県道77号美星高山市線 岡山県道166号美袋井原線 重複区間起点                                                         | 井原市   | 井原市   | 美星町三山         |                    |
| 岡山県道166号美袋井原線 重複区間終点                                                                                  | 井原市   | 井原市   | 美星町三山         |                    |
| 岡山県道292号黒忠明治線                                                                                               | 井原市   | 井原市   | 美星町明治         |                    |
| 岡山県道35号倉敷成羽線                                                                                                | 井原市   | 井原市   | 美星町明治         | 起点               |

### 沿線にある施設など
笠岡市
- 井笠鉄道記念館（笠岡市山口）
1971年（昭和46年）まで営業していた井笠鉄道新山駅の建物を移築し、同鉄道の記念館として転用したもの。軽便線SLなどの静態保存車両も。
- かさおか古代の丘スポーツ公園
- 木山捷平生家

矢掛町
- 旧山陽道（西国街道）小田の町並み
- 宇内ホタル公園

井原市
- 中世夢が原
- 美星天文台
- 美星スペースガードセンター
- 星の郷白糸の滝

### 催し
岡山県高等学校駅伝競走大会
全国高等学校駅伝競走大会の岡山県予選。毎年11月の第1日曜日に開催。井原運動公園陸上競技場（岡山県井原市上出部町（かみいずえちょう））を発着点とし、本県道の笠岡市吉田で折り返し。当日は、笠岡市吉田 ‐ 走出 間において交通規制が実施される。
中国高等学校駅伝競走大会
全国高等学校駅伝競走大会の中国地区予選。5年に1度、11月の日曜日に開催。井原運動公園陸上競技場を発着点とし、本県道の笠岡市吉田で折り返し。当日は、笠岡市吉田 ‐ 走出 間において交通規制が実施される。